# Franz Königshofer (Komponist)
Franz Königshofer (* 5. Dezember 1901 in Wien; † 20. Juni 1970 in Solothurn) war ein österreichisch-schweizerischer Dirigent, Komponist und Musikwissenschaftler.

## Leben
Sein Studium absolvierte er an der Hochschule für Musik in Wien in den Fächern Dirigieren bei Alexander Wunderer und Oswald Kabasta, Klavier bei Friedrich Wührer und Komposition bei Joseph Marx. 1927 schrieb er eine Dissertation über Die Orchestration bei Ludwig van Beethoven und promovierte damit zum Dr. phil. für Musikwissenschaft. 1956 wurde er zum Professor ernannt.
Als Dirigent wirkte er in Deutschland und Tschechien und kehrte anschließend nach Österreich zurück. Nachdem er dort die Militärkapellmeisterprüfung abgelegt hatte, wurde er Dirigent des Blasorchesters des Infanterie-Regiments Nr. 2 in Wien. Später wurde er zum Musikinspizienten des Bundesheeres von Österreich ernannt. Er dozierte am Neuen Wiener Konservatorium und war Gastdirigent beim Breslauer Opernhaus sowie bei den Wiener Philharmonikern. Unmittelbar nach dem Zweiten Weltkrieg dirigierte er Orchester am Wiener Rundfunk. 1947 ging er in die Schweiz und wurde Dirigent der Stadtmusik Solothurn, der Stadtmusik Olten und 1960 in Sursee.

## Werke

### Werke für Orchester
- Tiroler Halterbaum Ländliches Intermezzo

### Werke für Blasorchester
- 1953 Gyges und sein Ring Symphonische Musik
- 1953 Perikles Das goldene Zeitalter
- 1955 Anna Boleyn Symphonische Musik
- 1956 Die Heimatlosen Ouvertüre
- 1957 Maria Walewska Ouvertüre
- 1959 Das Orakel von Delphi
- 1960 Die versunkene Stadt Symphonische Musik
- 1960 Musika Helvetica
- 1962 Sinfonia – „Der Schmied der Götter“
- 1964 Heroische Rhapsodie
- 1965 Delisches Tanzspiel
- 1965 Der Tyrann von Syrakus Ouvertüre
- 1966 Arethusa Symphonische Musik
- 1967 Lorenzo de Medici
- 1970 Rondo Amoroso
- Ambassadorenfest Suite
- Canzone Jubilate
- Des Meeres und der Liebe Wellen
- Festliche Trilogie
- Marco Polo Die Abenteuer des Venezianers
- Polyhymnia
- Pro Patria
- Theseus
- Wiener Perlen
- Zur Feierstunde

### Schriften und Bücher
- Reto Näf Franz Königshofer 1901–1970, 1998 herausgegeben, 116 S.